# Ancylopsetta dendritica
Ancylopsetta dendritica е вид лъчеперка от семейство Paralichthyidae. Видът е незастрашен от изчезване.

## Разпространение и местообитание
Разпространен е в Гватемала, Еквадор, Колумбия, Коста Рика, Мексико, Никарагуа, Панама, Перу, Салвадор и Хондурас.
Среща се на дълбочина от 18 до 100 m, при температура на водата около 20,6 °C и соленост 35,2 ‰.

## Описание
На дължина достигат до 35 cm.